# Capula metallica
Capula metallica es un coleóptero de la familia Chrysomelidae.
Fue descrita científicamente por primera vez en 1925 por Jacobson.